# Tonhon Chonlatee
Tonhon Chonlatee（トンホン・チョンラティー、タイ語: ต้นหนชลธี）は、スパコーン・シーポートーン（ポッド）とタナワット・ラッタナキットパイサーン（カオタン）が主演する2020年のタイのテレビドラマ 。
Ekkasit Trakulkasemsukが監督し、GMMTVがKeng Kwang Kangと共同制作したこのドラマは、2020年7月8日にGMMTVがAIS Playと共に発表した2つのテレビシドラマシリーズのうちの1つである。2020年11月13日より2021年1月22日まで、毎週金曜日の21:30 ICTにGMM 25とAIS Playにて放送された 。
日本では2021年6月14日23:00より衛星劇場にて初放送され、また原作小説の邦訳が2023年8月1日にU-NEXTから出版された（ISBN 978-4910207469）。

## あらすじ
トンホンとチョンラティーは幼い頃隣同士の家に住んでおり、本当の兄と弟のように仲が良かった。実はチョンラティーはその頃から密かにトンホンに恋心を抱いていたが、数年前からトンホンの家族はバンコクに引っ越してしまい会えない日々が続いていた。そこでチョンラティーはトンホンを追いかけて彼と同じ大学に入学し、寮に一人で住む代わりに、とある理由からたまたま隣の家に戻ってきていたトンホンの提案により彼が友人と借りている大学近くの家で一緒に住むことに。
チョンラティーの思いを知っている母親や親友のパン、そしてトンホンの友人であるアイとナイたちの手も借りたチョンラティーの恋の行方は。

## キャストとキャラクター

### 主演
- トンホン(トン)役：スパコーン・シーポートーン（ポッド）
- チョンラティー(チョン)役：タナワット・ラッタナキットパイサーン（カオタン）

### 脇役
- アイ役：ジラキット・クーアーリヤクン（トップタップ）
- ナイ役：チンラット・シリポンチャワリット（マイク）
- アンプ役：パチャラー・タプトーン（クラプーク）
- トンの母親役：カラヤー・ルーカセームサップ (ネック)
- トンの父親役：ディロック・トーンワッタナー (ムー)
- パン役：アピチヤー・サエチャン（サイシー）
- イット役（トンの義理の兄）：シワコーン・レーチューチョー（ガイ）
- ミリアム役：プローイションプー・スパサップ (ジャン)
- ナ役：トライ・ニムタワット（ニオ）
- ヌン役：チョンナカン・アーポンスティナン（ガンスマイル）
- チョンの母親役：Jennifer Kim

### ゲスト出演
- ポー役：タナトーン・クーンケーウ (ジョーム)

## サウンドトラック
| 曲名         | ローマ字タイトル       | アーティスト                            | Ref.  |
| ------------ | ---------------------- | --------------------------------------- | ----- |
| ไม่มีวันไหนไม่รัก | Mai Mi Wan Nai Mai Rak | サランユー・ウィナイパーニット (アイス) | [ 6 ] |

## ファンミーティング
| 年   | タイトル                                    | 開催日  | 会場     | Ref.  |
| ---- | ------------------------------------------- | ------- | -------- | ----- |
| 2021 | Tonhon Chonlatee LET'S SEA LIVE FAN MEETING | 2月27日 | TTM LIVE | [ 7 ] |